# Keith McNally
Keith McNally (nascut el 1951) és un gastrònom d'origen britànic de la ciutat de Nova York, propietari de diversos establiments, com ara la braseria parisenca Balthazar i antigament Nell's nightclub. També ha estat cineasta.

## Primers anys
McNally va néixer en una família de classe obrera a Bethnal Green, Londres. És fill de Joyce i Jack McNally. El seu pare Jack era un boxejador amateur i estibador. El seu germà, Brian McNally, també és restaurador a Nova York.

## Carrera

### Restaurants
McNally ha estat actiu a l'escena dels restaurants de la ciutat de Nova York des de la dècada de 1980. En aquell temps, va obrir diversos restaurants. Aquests inclouen Augustine, Balthazar, Cafe Luxembourg, Cherche Midi, Lucky Strike, Minetta Tavern, Morandi, Nell's, The Odeon, Pastis, Pravda, Pulino's, i Schiller's.
Frank Bruni va atorgar tres estrelles a Minetta Tavern el 2009. The New York Times s'ha referit a ell com "El restaurador que va inventar el centre de la ciutat"
L'octubre de 2022, McNally va prohibir i deixà de prohibir que James Corden entrés als seus restaurants després que Corden s'hagués comportat de manera grollera amb un servidor d'una de les ubicacions després de rebre una comanda mal preparada. Corden es va disculpar més tard en privat amb McNally i el personal de McNally, després de la qual cosa McNally va eliminar la prohibició. Posteriorment, Corden també es va disculpar públicament tant a McNally com al personal de el seu programa nocturn.

### Cinema
McNally va ser membre del repartiment londinenc original de l'obra de teatre d'Alan Bennett Forty Years On el 1968 interpretant el paper de Macilwaine. També va dirigir dos llargmetratges.

## Vida personal
La primera dona de McNally, Lynn Wagenknecht, també és restauradora. Un dels seus fills (amb Wagenknecht) és l'actriu Isabelle McNally.

### Instagram
McNally s'ha descrit com a "perapunyetes" a Instagram.
El maig de 2021, McNally es va enfrontar a una polèmica a Instagram després de publicar que Ghislaine Maxwell "se li hauria de donar un judici just"".

## Filmografia
- 1990 : End of the Night (presentat al 43è Festival Internacional de Cinema de Canes, selecció de la Quinzena de Cineastes)[13]
- 1993 : Far from Berlin